# Bert Steines
Peter Berthold „Bert“ Steines (* 30. Dezember 1929 in Pfalzel, bei Trier; † 21. September 1998 in Alten-Buseck bei Gießen) war ein deutscher Leichtathlet, der – für die Bundesrepublik startend – in den 1950er Jahren ein erfolgreicher 110-Meter-Hürdenläufer war.
Er gewann bei den Europameisterschaften 1954 die Bronzemedaille (14,7 s). Bei den Olympischen Spielen 1956 schied er im Zwischenlauf aus.
Er war 1954 und 1955 Deutscher Meister über 110 Meter Hürden und war von 1953 bis 1959 immer unter den ersten Drei bei den Deutschen Meisterschaften. Auf der seit 1965 aus dem Meisterschaftsprogramm gestrichenen 200-Meter-Hürden-Distanz war er 1951 und 1953–1956 Deutscher Meister.
Bert Steines gehörte dem Verein TuS Rot-Weiß Koblenz an. In seiner Wettkampfzeit war er 1,80 m groß und 77 kg schwer. Sein Bruder Günther Steines war ebenfalls ein erfolgreicher Leichtathlet.

## Bestleistungen
- 110 Meter Hürden: 14,0 s (1956)
- 200 Meter Hürden: 23,5 s (1955)